# Worth (West Sussex)
Worth – wieś w Anglii, w hrabstwie West Sussex, w dystrykcie Mid Sussex. Leży 54 km na północny wschód od miasta Chichester i 44 km na południe od Londynu. W 2001 miejscowość liczyła 9888 mieszkańców.